# Elecciones parlamentarias de Pakistán de 2008
Las elecciones generales en Pakistán de 2008 se celebraron el 18 de febrero para elegir a los miembros de la Asamblea Nacional de Pakistán, la cámara baja del parlamento de Pakistán, llamado Majlis-e-Shoora. La fecha original iba a ser el 8 de enero, pero fueron pospuestas.
A raíz del estado de emergencia declarado el 3 de noviembre de 2007 por el Jefe del Ejército Pervez Musharraf, el ministro de Información de Pakistán Tariq Azeem dice que las elecciones estarían "en segundo plano", sin fecha fija. Sin embargo, más tarde dijo que se celebraría según lo previsto. Musharraf declaró el 8 de noviembre que las elecciones se celebrarían el 15 de febrero. Más tarde, pidió adelantar la fecha al 9 de enero de 2008 o antes. Tras el asesinato de Benazir Bhutto, la líder opositora, la Comisión Electoral anunció después de una reunión en Islamabad que esta fecha ya no era posible y las elecciones se celebrarían el 18 de febrero.
Las elecciones según lo prometido por Musharraf se consideraron las, hasta entonces, más transparentes y justas de la convulsa historia de Pakistán. Las elecciones resultaron en la victoria por mayoría simple del partido de la opositora, el Partido Popular de Pakistán por lo que el presidente Musharraf reconoció la derrota de su partido y se comprometió a trabajar con el nuevo Parlamento.

## Resultados
| Partidos | Bandera del partido | Asamblea Nacional | Panyab | Sindh | NWFP | Balochistan |
| --- | ------------------- | ----------------- | ------ | ----- | ---- | ----------- |
| Partido Popular de Pakistán |                     | 87                | 76     | 64    | 17   | 7           |
| Liga Musulmana de Pakistán (Nawaz Sharif) |                     | 66                | 102    | 4     | 5    | 0           |
| Liga Musulmana de Pakistán (Quaid-e-Azam) |                     | 38                | 61     | 9     | 6    | 17          |
| Movimiento Muttahida Qaumi |                     | 19                | 0      | 38    | 0    | 0           |
| Partido Nacional Awami |                     | 10                | 0      | 2     | 29   | 1           |
| Muttahida Majlis-e-Amal Pakistan - Jamiat Ulema-e-Islam (F) - Jamaat-e-Islami Pakistan (pide boicot) - Jamiat Ulema-e-Pakistan (pide boicot) - Tehrik-e-Islami (pide boicot) |                     | 3                 | 2      | 0     | 8    | 6           |
| Liga Musulmana de Pakistán (Grupo funcional) |                     | 3                 | 2      | 5     | 0    | 0           |
| Partido Popular de Pakistán (Sherpao) |                     | 1                 | 0      | 0     | 5    | 0           |
| Partido Nacional Balochistan (Awami) |                     | 1                 | 0      | 0     | 0    | 5           |
| Independientes (Otros) |                     | 30                | 33     | 6     | 6    | 11          |
| Pakistan Tehreek-e-Insaf (pide boicot) |                     | -                 | -      | -     | -    | -           |
| Pakistan Sunni Tehreek (pide boicot) |                     | -                 | -      | -     | -    | -           |
| Asientos totales abiertos |                     | 272               | 297    | 130   | 99   | 51          |
| Asientos reservados (Mujeres) |                     | 60                | 66     | 29    | 22   | 11          |
| Asientos reservados (Minorías) |                     | 10                | 9      | 8     | 3    | 3           |
| Asientos totales |                     | 342               | 371    | 168   | 124  | 65          |

- Datos: Q589440
- Multimedia: 2008 Pakistani general election / Q589440